# Plan d'Iguala

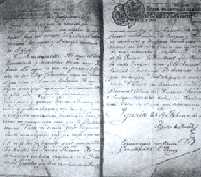
Plan de Iguala

Le plan d’Iguala (Plan de Iguala), aussi connu comme plan des Trois Garanties (Plan Trigarante) — est proclamé le 24 février 1821 lors du dernier stade de la guerre d’indépendance du Mexique. Le plan tente d'établir les bases d'une constitution pour un Empire mexicain indépendant. Il tire son nom de la ville d’Iguala (actuellement située dans l'État mexicain de Guerrero).
Le Plan de Iguala avait trois buts : 
- établissement d'une religion nationale, catholique romaine ;
- proclamation de l'indépendance du Mexique ;
- préservation de l'égalité sociale de tous les groupes ethniques du pays, conformément à la constitution de 1812.

Ces buts étaient résumés par la devise « Unité, Religion et Indépendance » (« Unión, Religión y Independencia »).
Le Mexique deviendrait une monarchie constitutionnelle, sur le modèle des monarchies européennes de l'époque. Le Plan préservait l'égalité de tous les habitants de la Nouvelle-Espagne, garantissant des droits égaux devant la loi et dans tous les autres aspects de la vie, comme le prévoyait déjà la Constitution de 1812, qui était en vigueur au moment du Plan.
Les deux personnages principaux derrière ce Plan étaient Agustín de Iturbide (qui deviendrait Empereur du Mexique) et Vicente Guerrero, insurgé, et plus tard Président du Mexique. L'armée des Trois Garanties vit le jour pour défendre les idéaux du Plan de Iguala, elle consistait en l'union des forces militaires des deux hommes. Le 24 août 1821, Iturbide et le Vice-roi espagnol Juan O'Donojú signèrent le Traité de Córdoba qui ratifiait le Plan de Iguala et confirmait l'indépendance du Mexique.

## Conséquences
Les Cortes d'Espagne réunies à Madrid le 13 février 1822 déclarèrent le Traité de Córdaba  "illégal, nul et non advenu, du point de vue du gouvernement espagnol". Cependant pour le gouvernement espagnol, à la suite de l'accord signé par O'Donojú, le pays était bel et bien indépendant. Ceci contraindra l'Espagne à tenter de reconquérir sa colonie sans succès lors des années qui suivirent.
Après la chute de l'Empire mexicain, le congrès du pays désavoua le Plan et le Traité de Córdaba en tant que base de gouvernement le 8 avril 1823. Une nouvelle convention constitutionnelle fut réclamée et mena à l'adoption de la Constitution du Mexique du 4 octobre 1824.